# ألفرد ريفيس
ألفرد ريفيس (بالإنجليزية: Alfred Reeves) هو سياسي ليبيري، ولد في 17 أبريل 1934، وتوفي في 8 مايو 2009. حزبياً، نشط في حزب الإصلاح الوطني.